# Ministère des Affaires étrangères de l'Iran
Pour les articles homonymes, voir Ministère des Affaires étrangères.
Le ministère des Affaires étrangères de l'Iran (persan : وزارت امور خارجه, Vezârat-e Omur-e Khâreje) est le ministère des Affaires étrangères du gouvernement de la République islamique d'Iran chargé de la politique étrangère et des relations diplomatiques du pays.
Le premier ministre des Affaires étrangères d'Iran est Neshat Esfahani (fa) qui sert entre 1819 et 1824.
L'actuel ministre des Affaires étrangères est Abbas Araghtchi, nommé en août 2024, dans le gouvernement de Massoud Pezechkian à la suite de l'accident d'hélicoptère qui a couté la vie au président Ebrahim Raïssi et au ministre des Affaires étrangères Hossein Amir Abdollahian .

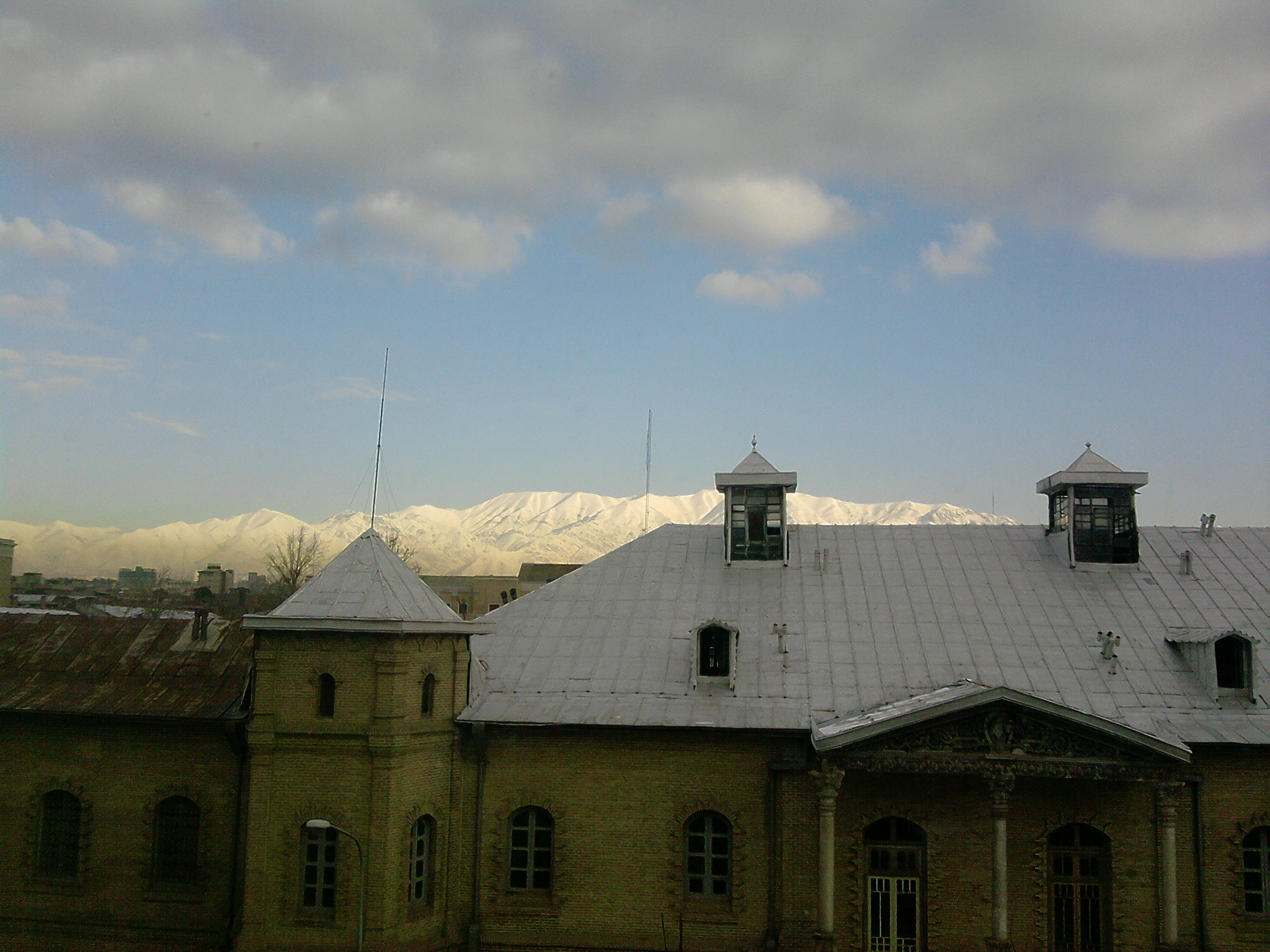
Le ministère jusqu’en 1926.
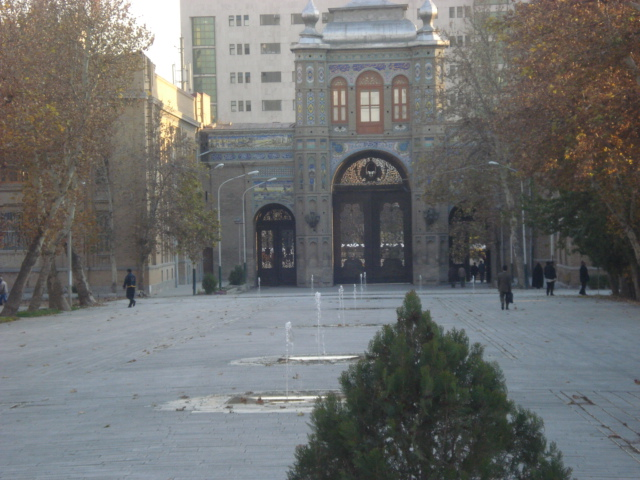
Le ministère actuel.
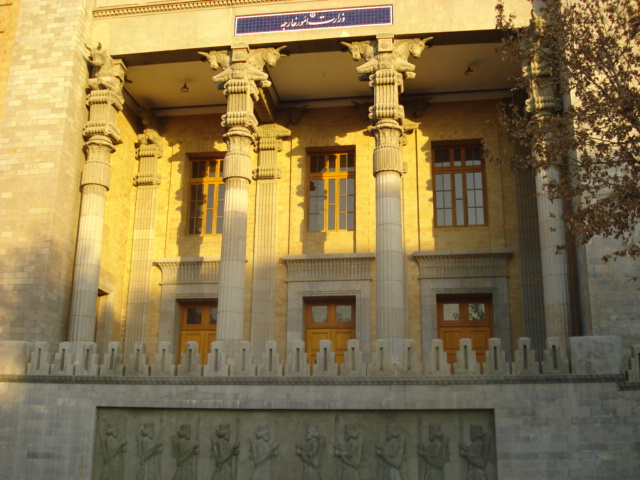
Le ministère actuel.
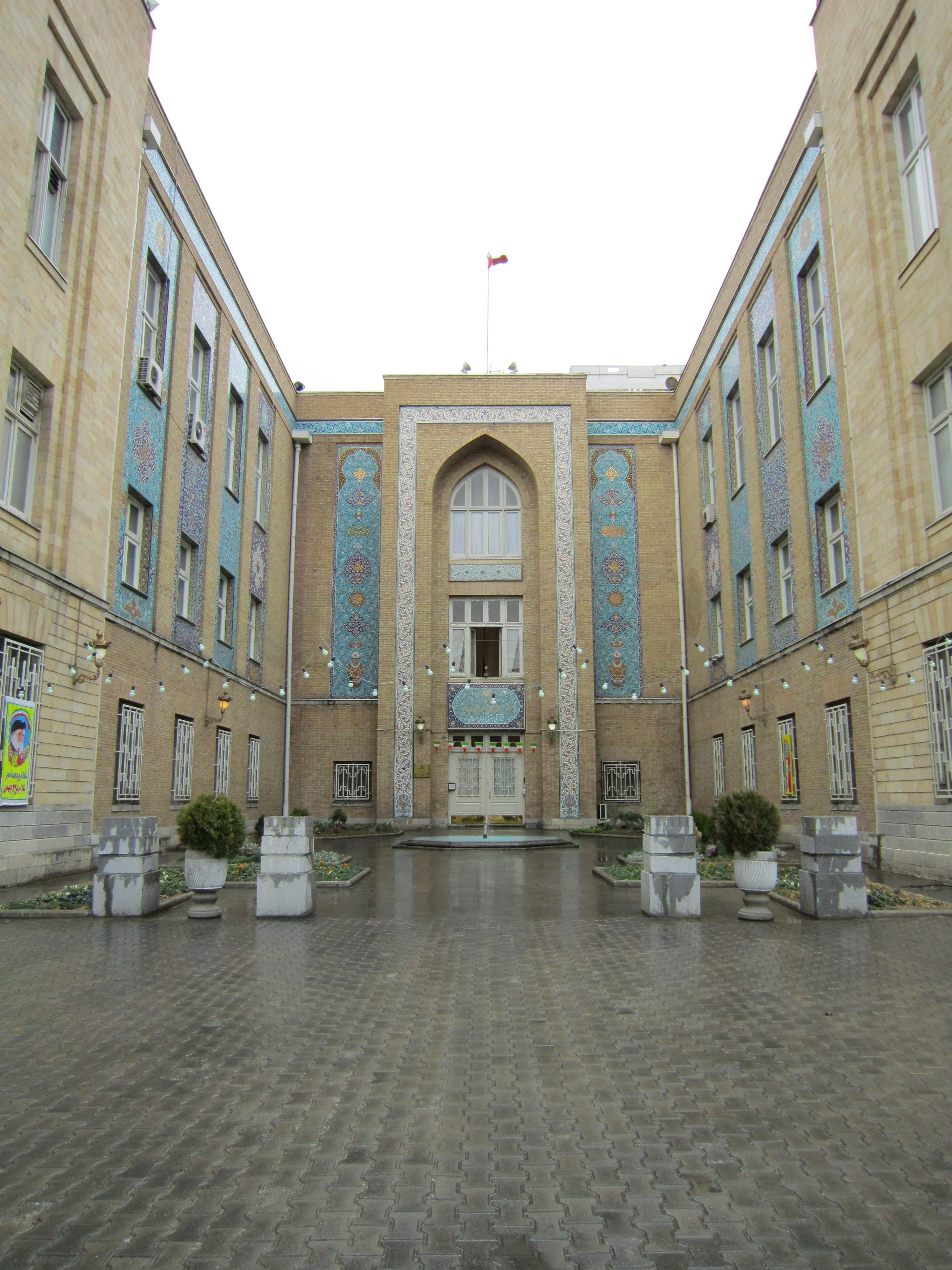
Le ministère actuel.
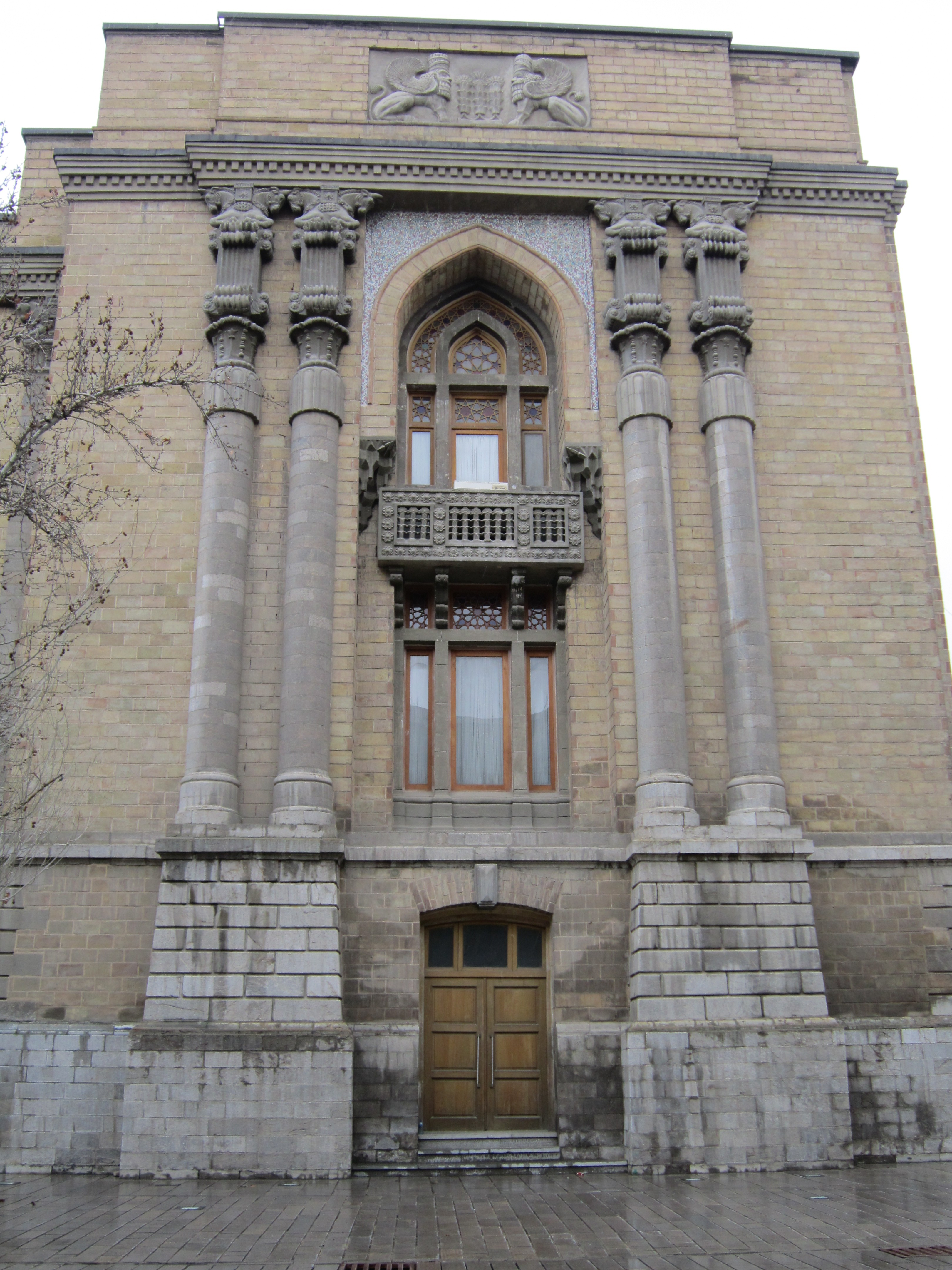
Le ministère actuel.

## Ministre des Affaires étrangères durant la dynastie Qajar
- Neshat Esfahani (fa)

## Ministre des Affaires étrangères durant la dynastie Pahlavi
- Firouz Nosrat-ed-Dowleh III (en)
- Ali Akbar Siassi (en) 1950

## Ministre des Affaires étrangères de la République islamique d'Iran
Les ministres qui ont provisoirement occupé ce poste sont signalés par un (P).
| Ministre                   | Période                             | Remarque                                                        |
| Karim Sanjabi (en)         | 14 février 1979 – 15 avril 1979     | Démissionne                                                     |
| Mehdi Bazargan (P)         | 16 avril 1979 – 21 avril 1979       | Devient Premier ministre d'Iran                                 |
| Ebrahim Yazdi              | 22 avril 1979 – 6 novembre 1979     | Démissionne                                                     |
| Abolhassan Banisadr (P)    | 12 novembre 1979 – 29 novembre 1979 | Démissionne                                                     |
| Sadegh Ghotbzadeh          | 30 novembre 1979 – Août 1980        | Démissionne                                                     |
| Karim Khodapanahi (en) (P) | Août 1980 – 11 mars 1981            |                                                                 |
| Mohammad Ali Radjaï        | 11 mars 1981 – 15 août 1981         | Devient Premier ministre d'Iran                                 |
| Mir-Hossein Mousavi        | 15 août 1981 – 15 décembre 1981     |                                                                 |
| Ali Akbar Velayati         | 15 décembre 1981 – 20 août 1997     |                                                                 |
| Kamal Kharazi (en)         | 20 août 1997 – 24 août 2005         |                                                                 |
| Manouchehr Mottaki         | 24 août 2005 – 13 décembre 2010     |                                                                 |
| Ali Akbar Salehi           | 13 décembre 2010 – 15 août 2013     | Ancien directeur de l’Organisation de l'énergie atomique d'Iran |
| Mohammad Javad Zarif       | 15 août 2013 - 25 août 2021         | Ancien ambassadeur de l'Iran aux Nations unies                  |
| Hossein Amir Abdollahian   | 25 aoûte 2021 - 19 mai 2024         |                                                                 |
| Ali Bagheri (P)            | 20 mai 2024 - 21 août 2024          | par intérim                                                     |
| Abbas Araghtchi            | depuis le 21 août 2024              |                                                                 |